# Muscolo retto posteriore maggiore della testa
Nell'anatomia umana il muscolo retto posteriore maggiore della testa è un muscolo della regione suboccipitale del torso. Origina dalla seconda vertebra cervicale (epistrofeo) e raggiunge la squame dell'osso occipitale